# Knoblauch-Glanzschnecke

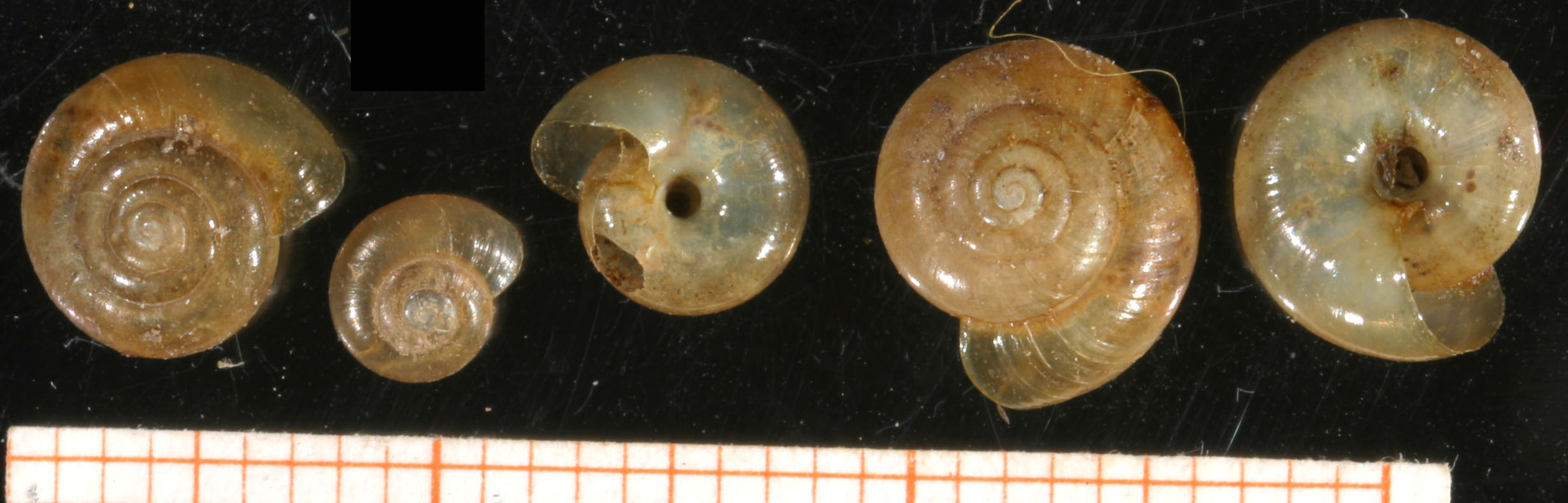
Gehäuse von Oxychilus alliarius

Die Knoblauch-Glanzschnecke (Oxychilus alliarius) ist eine Landschnecke aus der Familie der Glanzschnecken (Oxychilidae); diese Familie gehört zur Unterordnung der Landlungenschnecken (Stylommatophora). 

## Merkmale

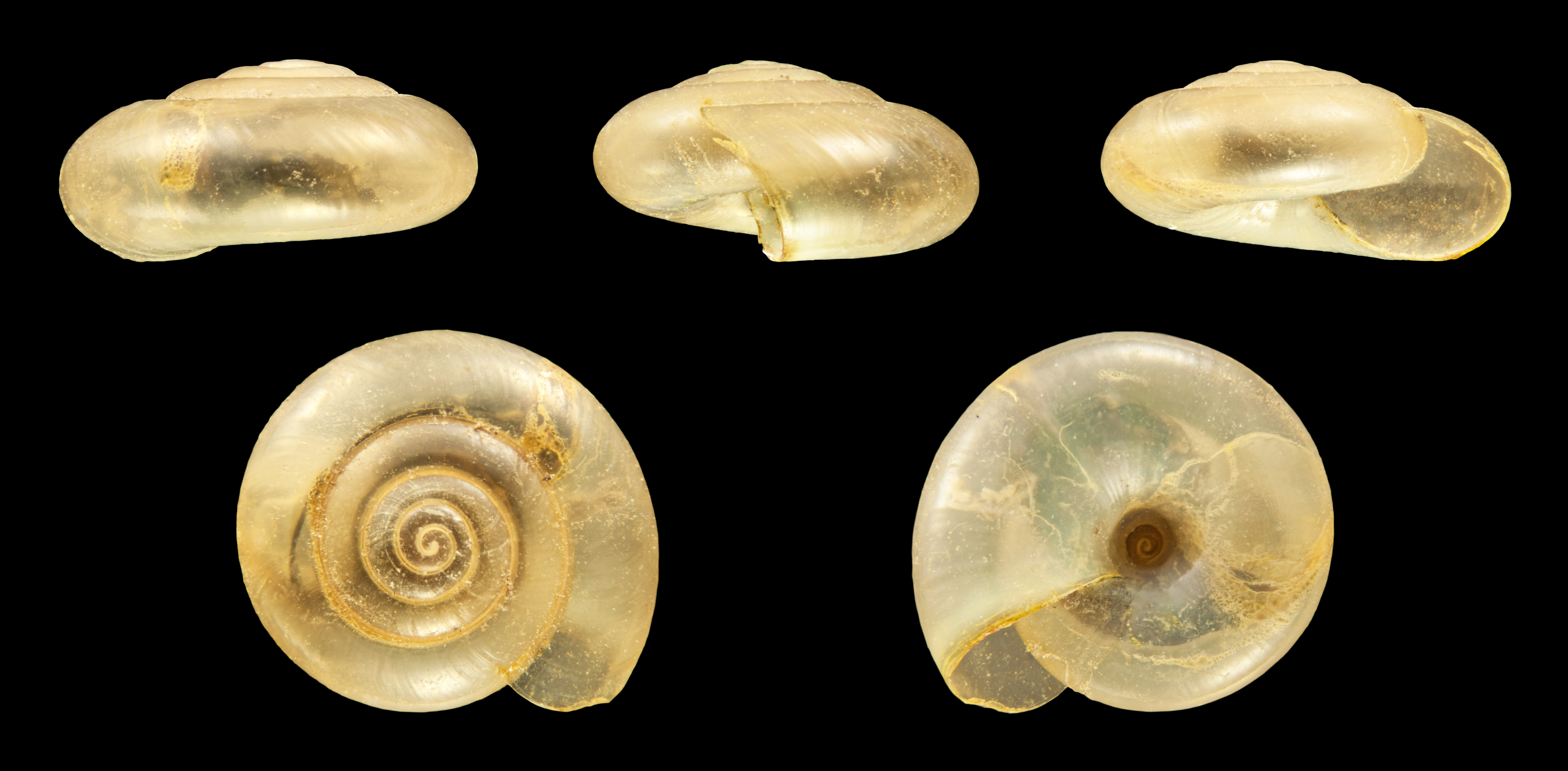
Gehäuse

Das rechtsgewundene Gehäuse ist stumpfkegelförmig und misst beim erwachsenen Tier 4,5 bis 7 mm im Durchmesser und 2,5 bis 3,5 mm in der Höhe. In der Seitenansicht ist das Gewinde nur leicht erhaben. Es weist 4 bis 4,5 Windungen auf, die langsam und gleichmäßig zunehmen. Lediglich der letzte Viertelumgang kann gegenüber der Windungsachse der vorigen Windungen etwas abgesenkt sein. Die Oberseite der Windungen ist schwach gewölbt, die Nähte sind mäßig tief. Die Peripherie ist gut gewölbt, die Unterseite flach. Die Mündung ist in der direkten Aufsicht fast rundlich, nur leicht querelliptisch bis eiförmig (vom Anschnitt der vorigen Windung abgesehen). Die Fläche der Mündung steht schräg zur Windungsachse. Der Mündungsrand ist gerade und zugeschärft. Der Nabel ist relativ weit, er nimmt etwa 1/6 des Gesamtdurchmessers ein und kann leicht exzentrisch sein. 
Die Farbe der Schale variiert von rötlich- bis gelbbraun, manchmal auch mit einem leichten Grünton. Sie ist durchscheinend, an der Unterseite im Nabelbereich oft milchig-opak. Die Oberfläche ist abgesehen von feinen Anwachsstreifen nahezu glatt und hoch glänzend. Die Anwachsstreifen sind vor allem an den Nähten etwas deutlicher sichtbar. Es sind auch sehr schwache, wellige Spirallinien.
Der Körper des Tieres ist blaugrau. Der Fuß ist schlank und schiefergrau. Die Sohle ist in Längsrichtung dreigeteilt. Der Kiefer ist oxygnath. Dadurch wirkt beim lebenden Tier auch das schwach durchscheinende Gehäuse wesentlich dunkler. Das Tier sondert bei Berühren einen starken Knoblauchgeruch ab (Name!). Dieser Geruch ist u. Z. schon beim Entfernen der Laubstreu, unter denen die Tiere leben, wahrnehmbar. 
Im männlichen Trakt des zwittrigen Genitalapparates ist der Samenleiter (Vas deferens) recht kurz. Er dringt apikal in den kurzen, u-förmig gebogenen Epiphallus ein, der in der ersten Hälfte dick angeschwollen ist, in der zweiten Hälfte, vor dem Eintritt in den Penis wieder dünner wird. Im Bereich der Penishülle und unmittelbar vor dem Eintritt in den Epiphallus ist der Samenleiter mit dem Penis durch Gewebe verbunden. Der Epiphallus dringt vor dem Apex in den Penis ein. Direkt apikal ist ein kurzer, aber deutlicher Blindsack (Caecum) am Penis ausgebildet, an dem der Penisretraktormuskel ansetzt. Der Penis ist doppelt so lang wie der Epiphallus und nur mäßig dick (im oberen Teil nur unwesentlich dicker als der angeschwollene Teil des Epiphallus). Es ist keine oder eine nur sehr geringe Einschnürung zwischen proximalen und distalen Teil des Penis vorhanden. Im Inneren des Penis sind vier Längsfalten ausgebildet, die gerade oder leicht wellig ausgerichtet sind. Im unteren Drittel ist der Penis von einer Gewebehülle (Penishülle) umgeben. Im weiblichen Teil ist der freie Eileiter (Ovidukt) sehr kurz und dagegen die Vagina sehr lang. Die perivaginale Drüse umgibt den oberen Teil der Vagina und den basalen Teil des freien Eileiters sowie die Basis des Stiels der Spermathek. Der Stiel ist sehr kurz und an der Basis zunächst verdickt. Die Blase ist rundlich und erreicht den unteren Teil des Eisamenleiters (Spermovidukt). Penis und Vagina münden in ein kurzes Atrium. Die Radula ist oxygnath, d. h. besteht aus zahlreichen dolchförmigen Zähnen. Sie hat 27 bis 31 Zähnen pro Querreihe. 

## Ähnliche Arten
Im Vergleich zur Keller-Glanzschnecke (Oxychilus cellerarius) ist das Gehäuse von der dritten Windung an etwas enger aufgerollt. Die Naht ist etwas tiefer, und das Gehäuse ist deutlich kleiner. Der deutliche Knoblauchgeruch, der der Art den Namen gab ist nicht artspezifisch, da auch die Schweizer Glanzschnecke (Oxychilus navarricus) und die Große Glanzschnecke (Oxychilus draparnaudi) leicht nach Knoblauch riechen. Die Knoblauch-Glanzschnecke riecht jedoch am intensivsten.

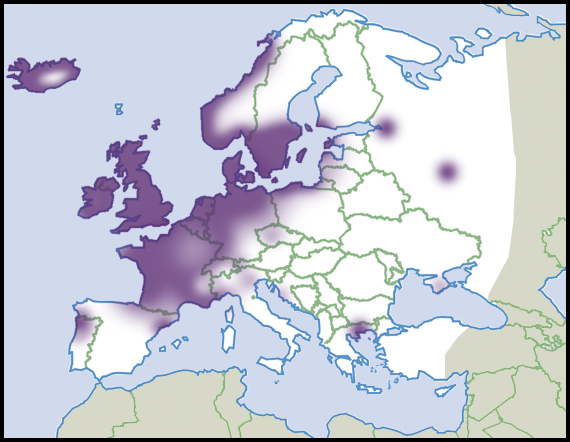
Verbreitung der Knoblauch-Glanzschnecke in Europa (nach Welter-Schultes)

## Geographische Verbreitung und Lebensraum
Das Verbreitungsgebiet ist nordwesteuropäisch-atlantisch (Azoren, Britische Inseln, Island, Grönland, skandinavische Küstengebiete, Nord- und Mitteldeutschland, Ostseegebiet), aber auch einige zerstreute Vorkommen in Osteuropa und im Mediterrangebiet (Nordportugal, Katalonien, Nordgriechenland). Die Art ist anthropogen in viele andere Regionen verschleppt worden, so nach Nordamerika (z. B. Washington, Hawaii), Neuseeland, Südafrika, St. Helena, Juan Fernández-Inseln, Australien und Südamerika. Giusti und Manganelli stellen allerdings die Bestimmung des neuseeländischen Materials in Frage.
Die Art lebt unter Laub, Holz oder Steinen in Laubwäldern. Gelegentlich kommt sie auch in Gärten und Gewächshäusern vor. Sie toleriert auch leicht saure Böden.

## Lebensweise
Sie frisst vor allem andere Gehäuseschnecken (meist nur bis zur eigenen Gehäusegröße), kleine Nacktschnecken (unter 10 mm Länge) und Enchyträen, aber auch frische Pflanzenteile und Aas. Die Fortpflanzung findet im Frühsommer sowie im Herbst statt. Die Tiere sind Zwitter und befruchten sich gegenseitig. Die milchig-weißen, ellipsoiden Eier messen 1,2 bis 1,4 mm in der Länge und 0,7 bis 0,9 mm in der Dicke. Sie besitzen eine Kalkschale. Pro Gelege werden bis zu zehn Eier abgelegt. Sie erreichen nach einem Jahr die Geschlechtsreife und werden insgesamt etwa zwei Jahre alt. Der von den Tieren abgegebene Knoblauchgeruch soll möglicherweise abschreckend auf mögliche Fressfeinde wie z. B. Igel wirken. Verursacht wird der Geruch durch die Absonderung von Propanthiol.

## Die Knoblauch-Glanzschnecke in Hawaii
Wie viele andere mitteleuropäische Landlungenschnecken ist die Knoblauch-Glanzschnecke inzwischen in andere Regionen der Welt verschleppt worden. In Hawaii beispielsweise ist die erstmals in den 1930er beobachtete Knoblauch-Glanzschnecke inzwischen die häufigste Schneckenart geworden und gefährdet die einheimischen Arten. Die Verbreitung der Knoblauch-Glanzschnecke gilt auch als wesentlicher Faktor beim Aussterben des Weißwangen-Kleidervogels. Dieser früher an den Hängen des Haleakalā auf der hawaiischen Insel Maui heimische, erst 1973 beschriebene Vogel lebte überwiegend von den endemischen Landschnecken der Gattung Achatinella Hawaiis, die auf Grund des Vordringens der Knoblauch-Glanzschnecke zunehmend seltener wurden. Die letzten Weißwangen-Kleidervögel wurden 2004 beobachtet.

## Taxonomie
Das Taxon wurde 1822 von Johann Samuel Miller zum ersten Mal beschrieben. Das Taxon ist allgemein anerkannt.
Die Gattung Oxychilus wird von manchen Autoren in Untergattungen unterteilt. Die Knoblauch-Glanzschnecke wird in dieser Klassifikation der Untergattung Oxychilus (Ortizius)  Forcart, 1957 zugerechnet.

## Gefährdung
Die Art gilt in Niedersachsen und Rheinland-Pfalz als gefährdet; sie ist selten in Bayern und Österreich. In Sachsen ist die Art als gefährdet eingestuft. Deutschlandweit ist sie eine Art der Vorwarnstufe.

## Weichtier des Jahres
Die Knoblauch-Glanzschnecke wurde 2014 zum Weichtier des Jahres gewählt, vor allem wegen der Besonderheit, einen nach Knoblauch riechenden Schleim absondern zu können. Als fleischfressende Art reguliert sie die Populationen der pflanzenfressenden Schnecken und ist damit ein wichtiger Faktor im Ökosystem, auch in den Gärten.